# ’O sole mio
’O sole mio (neapolitanisch für Meine Sonne) ist ein Lied, das im April 1898 von dem neapolitanischen Musiker und Komponisten Eduardo Di Capua komponiert wurde. Das neapolitanische ’o entspricht dem standarditalienischen Artikel il.

## Entstehung

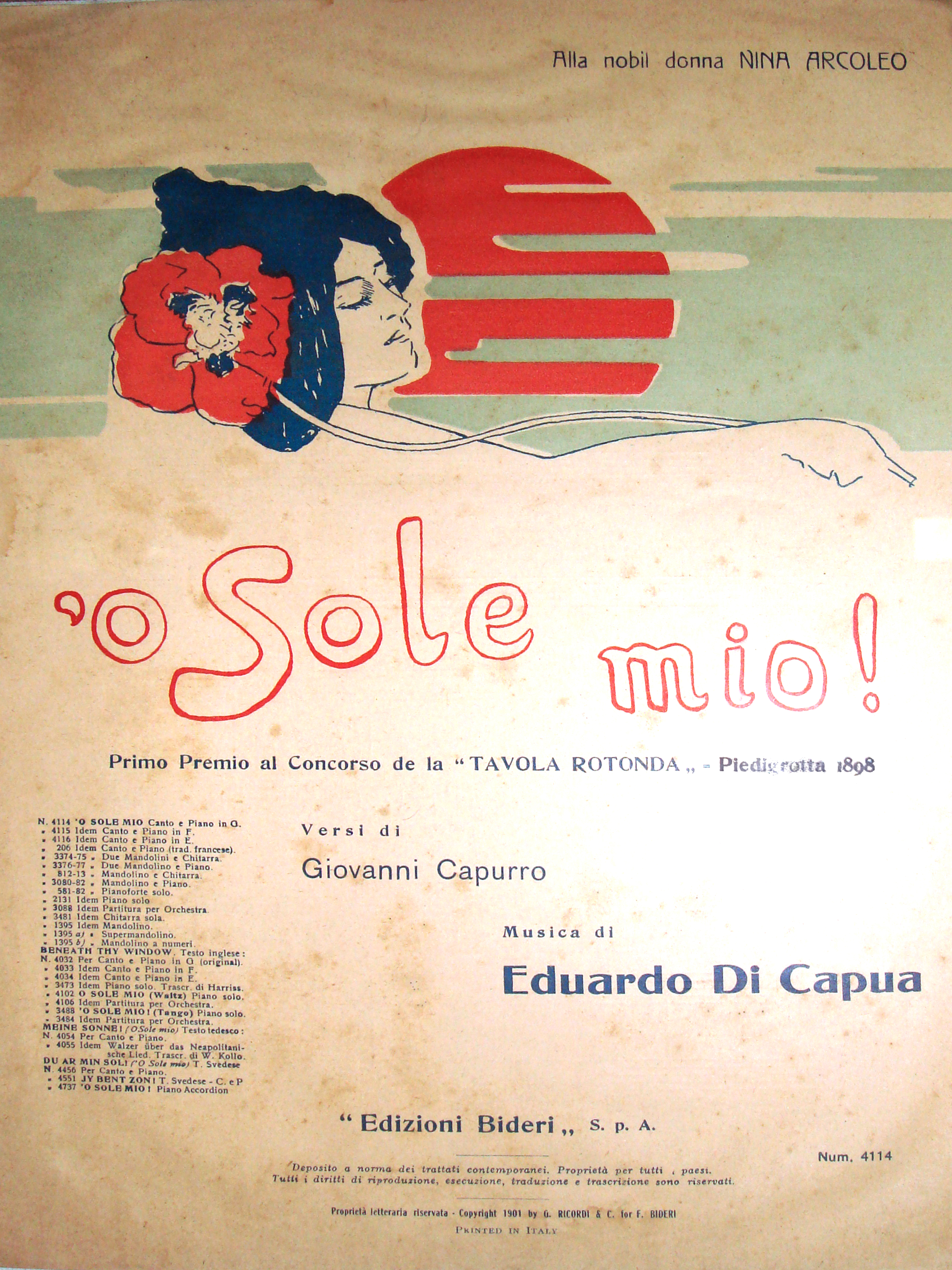
’O sole mio – Titelseite der Originalpartitur

Eduardo Di Capua befand sich 1898 mit dem Neapolitanischen Staatsorchester auf Tournee. Eines Nachts, in der zu dieser Zeit südrussischen (heute ukrainischen) Hafenstadt Odessa, konnte Di Capua wegen der Kälte und aufgrund seines Heimwehs nicht schlafen. Als am Morgen die Sonne aufging und durch das Hotelzimmer schien, kam ihm die Melodie zu ’O sole mio in den Sinn. Di Capua unterlegte die Melodie mit den Versen des neapolitanischen Dichters Giovanni Capurro. ’O sole mio ist trotz seines Entstehungsorts ein neapolitanisches Volkslied. Di Capua schuf auch das weltbekannte Lied O, Marie und starb wie Capurro in Armut, weil es zu seiner Zeit noch kein Urheberrecht und entsprechende Tantiemen gab. Für 25 Lire verkauften beide Autoren die Rechte an den Verlag von Ferdinando Bideri in Neapel.
Es gibt noch einen dritten Autor, da er die Noten von ’O sole mio auf das Notenpapier übertrug: Emanuele Alfredo Mazzucchi (1878–1972). Während Mazzucchi keine finanziellen Ansprüche erhob, klagten seine Erben dagegen das Urheberrecht ein, der Prozess zog sich über 25 Jahre hin. Im Oktober 2002 schließlich urteilte die Turiner Richterin Maria Alvau zugunsten der Mazzucchi, die nun bis zum Jahre 2042 die Rechte am Lied halten. Die jährlichen Tantiemen werden auf 250.000 US-Dollar geschätzt.
Paquito del Bosco, der künstlerische Leiter im Schallarchiv des staatlichen Rundfunks Italiens (RAI), macht in seiner Veröffentlichung auf den historischen Hintergrund aufmerksam. Im neapolitanischen Stadtteil Mergellina bei der Kirche Santa Maria di Piedigrotta fand über Jahrhunderte jährlich am 8. September ein Fest statt, die Festa di Piedigrotta, bei dem seit den 1830er Jahren auch ein Lied des Jahres gekürt wurde. Die Bedingungen für das Lied waren drei Strophen, als Inhalt der Frühling und die Liebe sowie der Text im Dialekt. Bei diesem Fest gewann Di Capuas Lied 1898 den zweiten Preis.

## Verbreitung
Di Capua schuf mit ’O sole mio einen Gassenhauer, der durch seine ins Ohr gehende Melodie einen Siegeszug um die ganze Welt feierte. Der große neapolitanische Tenor Enrico Caruso nahm das Lied 1916 auf Platte auf, schon aus dem Jahr 1907 sind Tonaufnahmen von Giuseppe Anselmi bekannt. Später nahmen das Lied fast alle großen Tenöre in ihr Repertoire auf. Auch Sänger aus der Unterhaltungsmusik, wie etwa Dean Martin, spielten das Lied mit großem Erfolg ein. Die von Elvis Presley gesungene Fassung It’s Now or Never (mit einem Text von Aaron Schroeder und Wally Gold) erreichte 1960 sowohl in Großbritannien als auch in den USA Platz 1 der Hitparaden.
Vor einer der Siegerehrungen bei den Olympischen Spielen 1920 in Antwerpen fehlten dem Kapellmeister die Noten der italienischen Nationalhymne. Stattdessen ließ er ’O sole mio anstimmen.
Das Lied ist und war auch das Lieblingsstück von Prominenten wie Michail Gorbatschow, Papst Johannes Paul II., Hugo Chávez. Der erste Kosmonaut im Weltall, Juri Gagarin, summte die Melodie während seiner ersten Erdumrundung.

## Liedtext
| Neapolitanisch (Original)               |  | Italienisch                               |  | Deutsche Übersetzung                           |
| Che bella cosa è na jurnata ’e sole,    |  | Che bella cosa una giornata di sole,      |  | Wie schön ist ein sonniger Tag,                |
| n’aria serena doppo na tempesta!        |  | un’aria serena dopo una tempesta!         |  | die klare Luft nach einem Sturm!               |
| Pe’ ll’aria fresca para già na festa…   |  | Per l’aria fresca pare già una festa      |  | Die frische Luft wirkt wie ein Fest            |
| Che bella cosa na jurnata ’e sole.      |  | Che bella cosa una giornata di sole.      |  | Wie schön ist ein sonniger Tag.                |
|                                         |  |                                           |  |                                                |
| Ma n’atu sole cchiù bello, oi ne’,      |  | Ma un altro sole più bello non c’è.       |  | Es gibt keine Sonne, die schöner ist (als Du). |
| ’o sole mio sta nfronte a te!           |  | Il sole mio, sta in fronte a te!          |  | Oh, meine Sonne, strahlt von Dir!              |
| ’o sole, ’o sole mio, sta nfronte a te, |  | Il sole, il sole mio, sta in fronte a te, |  | Die Sonne, meine Sonne, strahlt von Dir,       |
| sta nfronte a te!                       |  | sta in fronte a te!                       |  | strahlt von Dir!                               |

In den meisten Interpretationen treten weitere Strophen auf. Dabei wird der Textteil mit „Ma n’atu sole … ’o sole mio …“ je Strophe als Refrain wiederholt. Beispiele siehe oder .

## Berühmte Interpreten (Auswahl)
Berühmte Interpreten waren bzw. sind:
- Enrico Caruso
- Beniamino Gigli
- Joseph Schmidt
- Tito Schipa
- Giuseppe Di Stefano
- Mario Lanza
- Roberto Saccà (1989)
- Fritz Wunderlich
- Peter Anders
- Plácido Domingo
- Peter Alexander
- Robertino Loreti
- Franco Corelli
- José Carreras
- Luciano Pavarotti (Grammy Award 1980)
- Elvis Presley (als „It’s Now or Never“)
- Dalida
- Andrea Bocelli
- Plas Johnson (als „O Sole Mio Rock“)
- Me First and the Gimme Gimmes
- Ettore Bastianini
- Il Volo
- Rachid Taha
- Bill Haley (als Come Rock with Me, Rock-’n’-Roll-Version)
- Chris Barber (Dixieland-Version, instrumental)
- Katherine Jenkins
- Max Raabe
- Rolando Villazón